# صولجان الأسقف
صولجان الأسقف هو صولجان منمق يمثل رمزًا للمكتب الحاكم لأسقف أو رئيس دير ويحمله أناس رفيعو المستوى للروم الكثلييُون الشرقية الكثلية والأرثذكسية الشرقية الأرثُذكسية المشرقية ، وبعض الكنائس الأنجليكية واللوثرية والميثودية المتحدة والخمسينينة.

## الصور

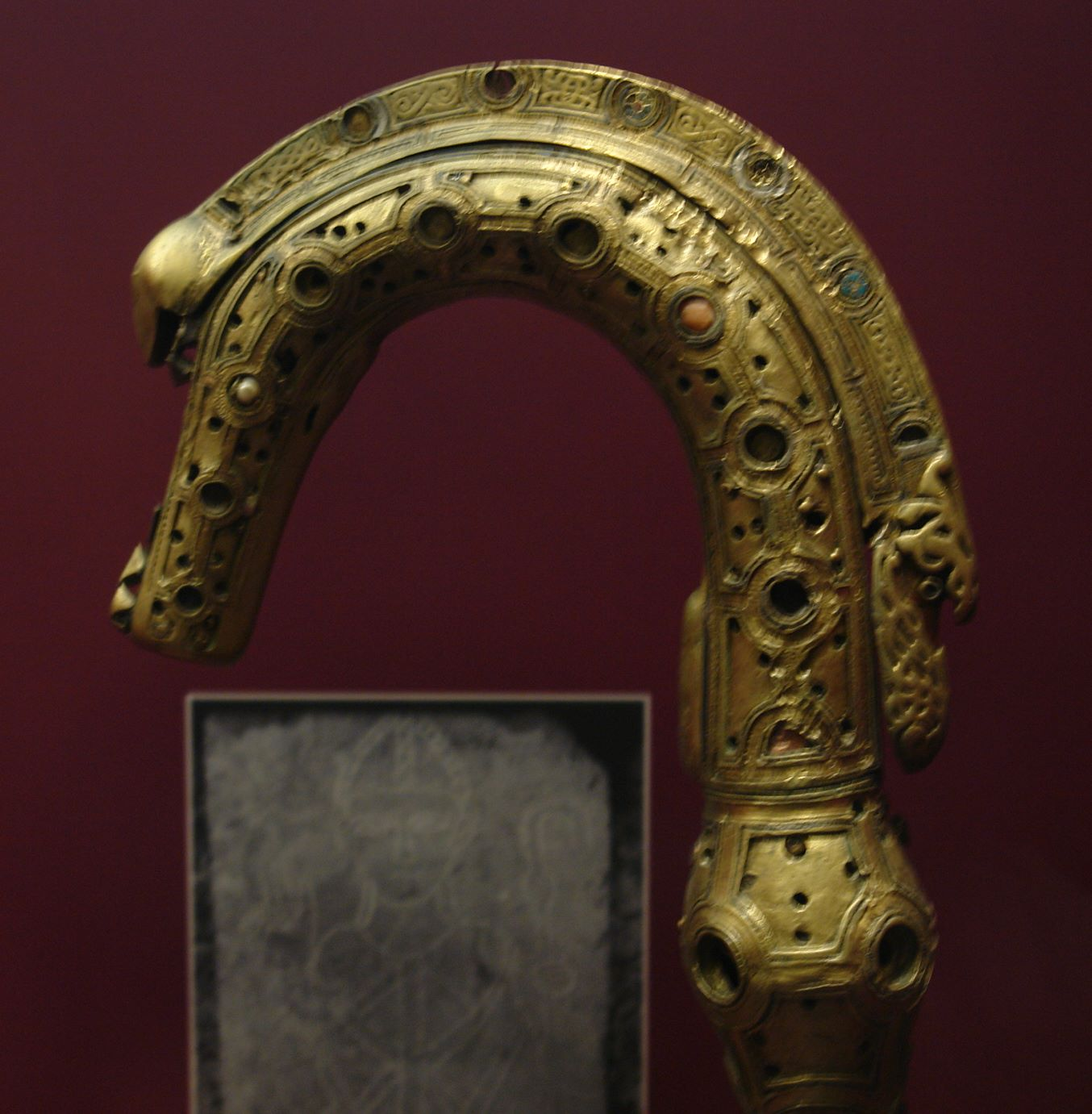
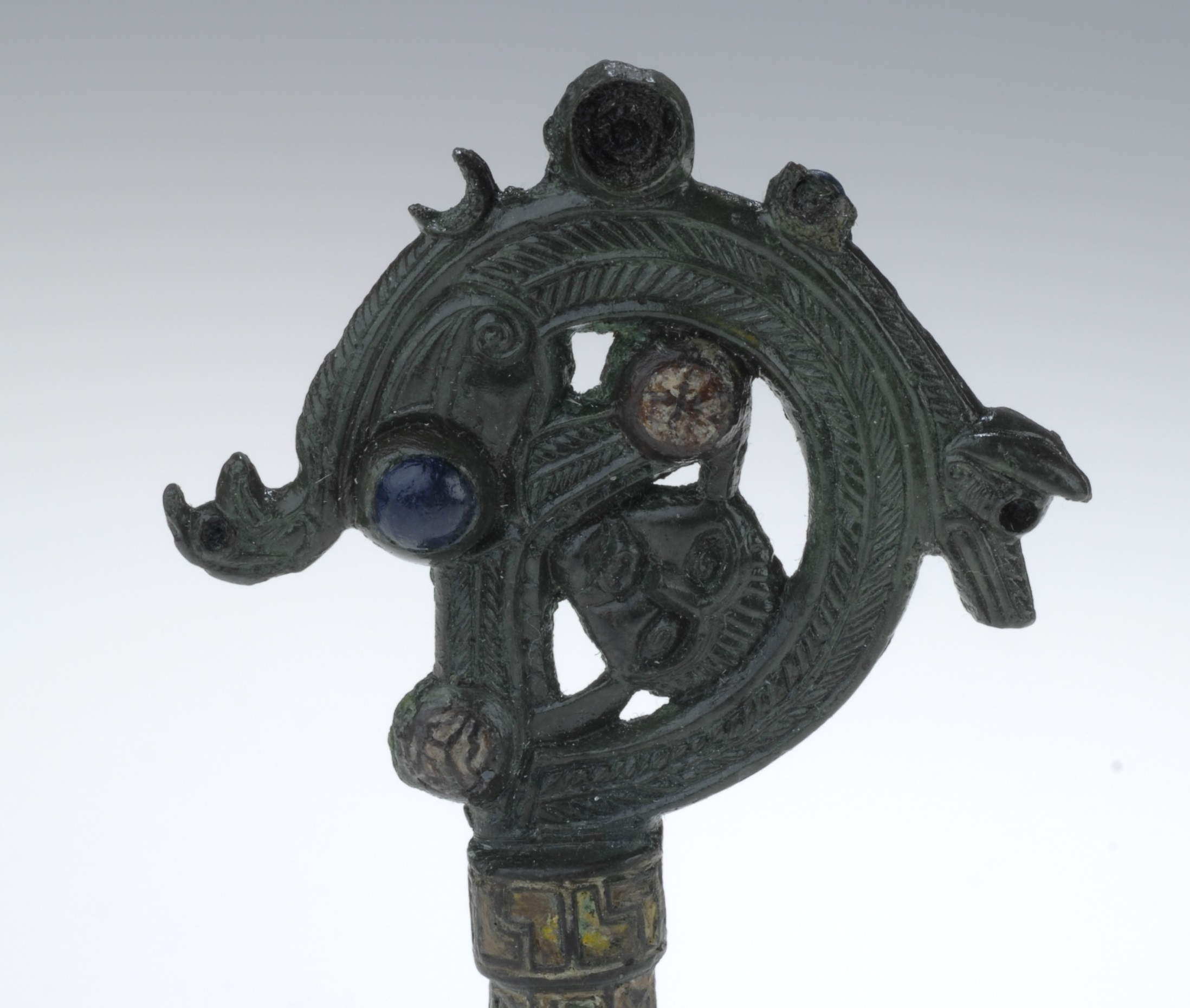
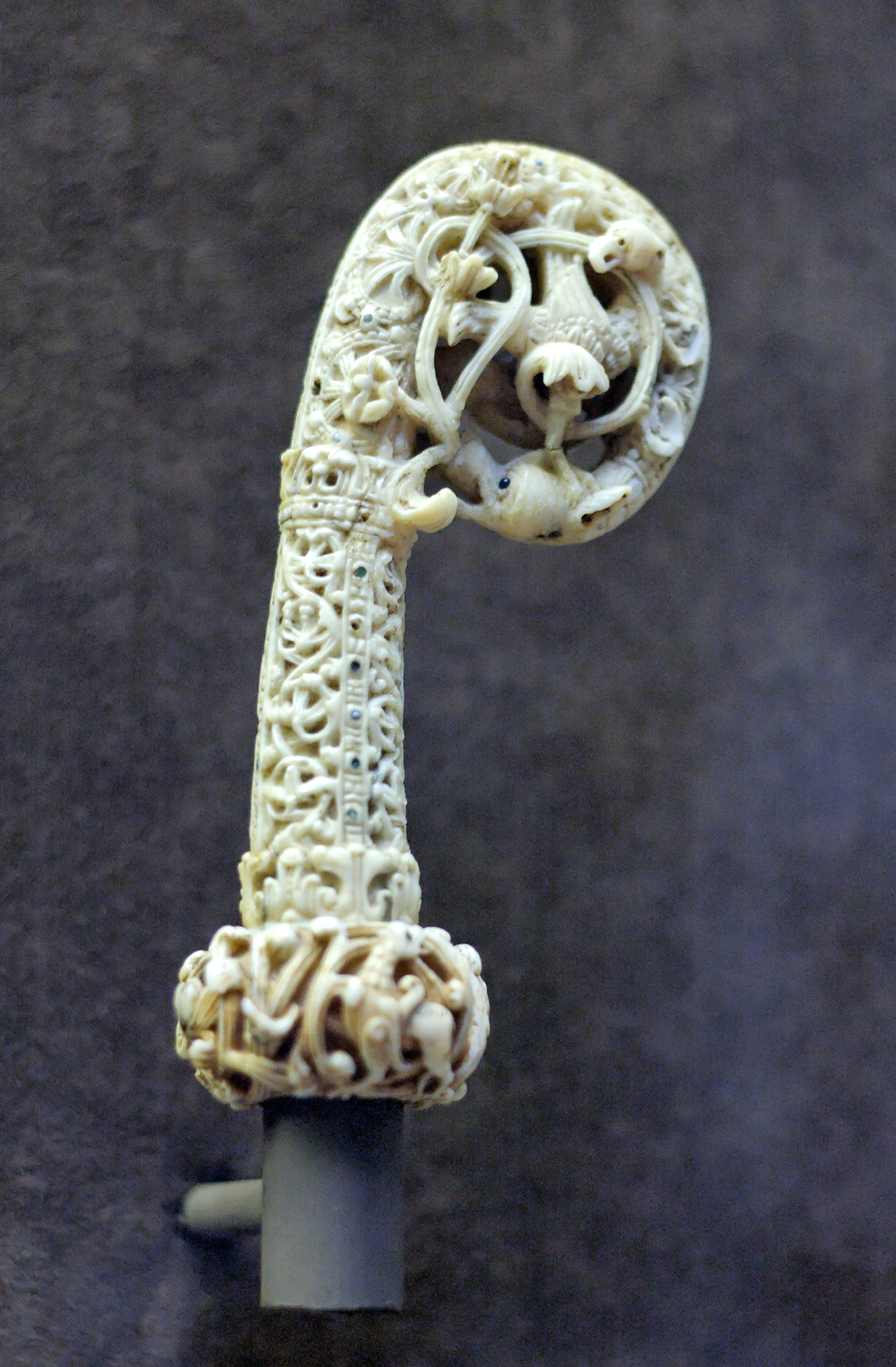
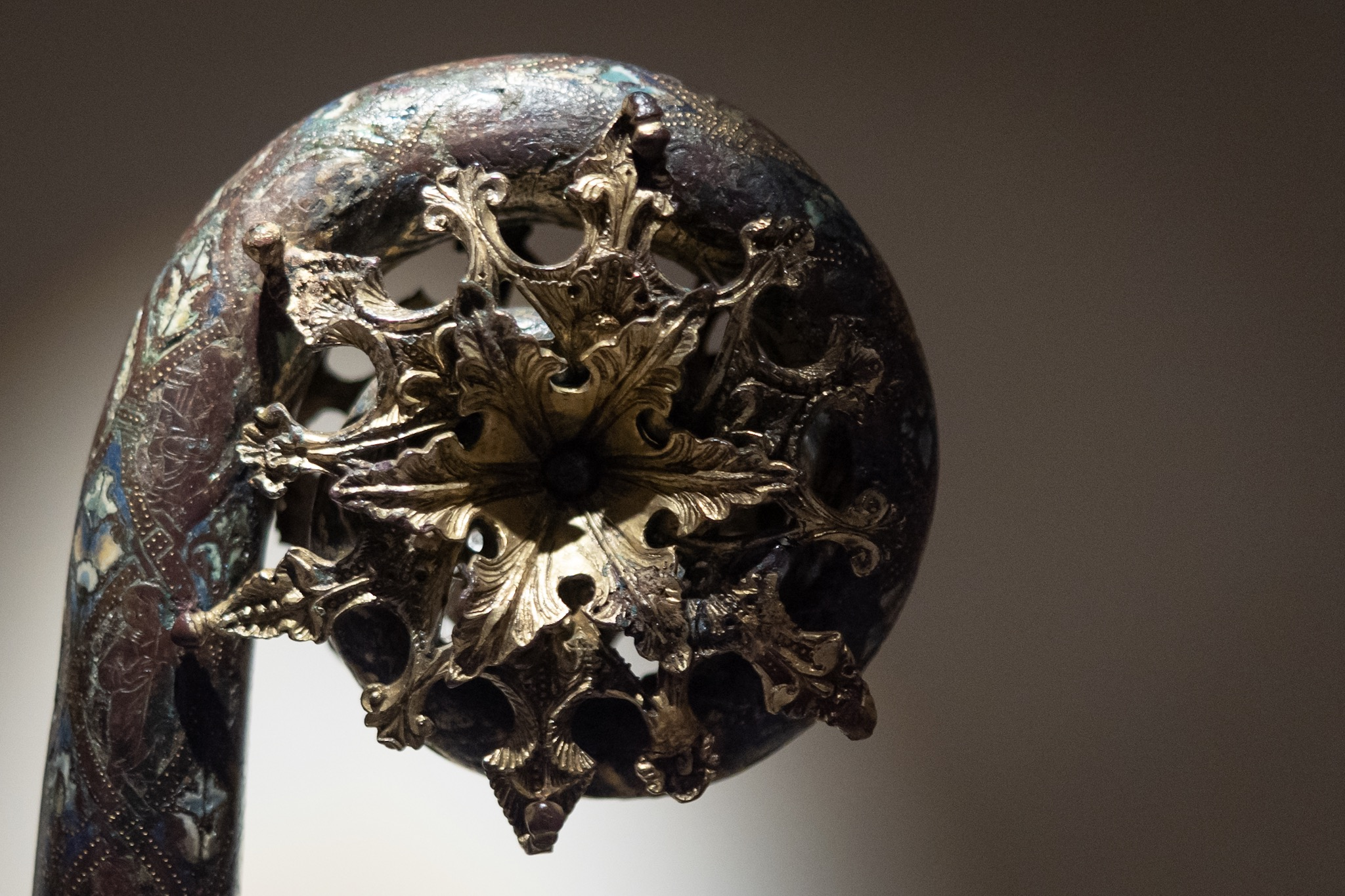
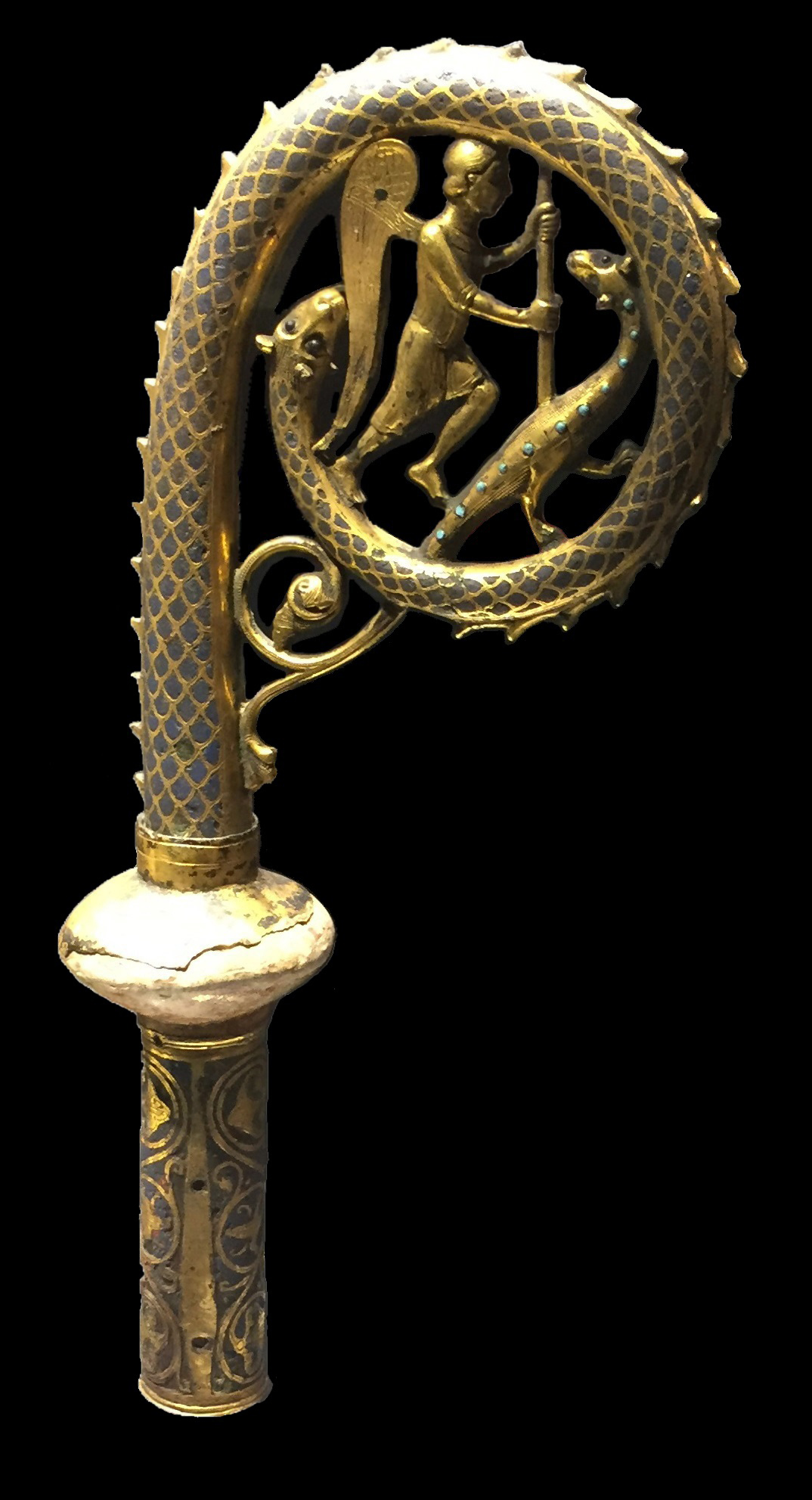
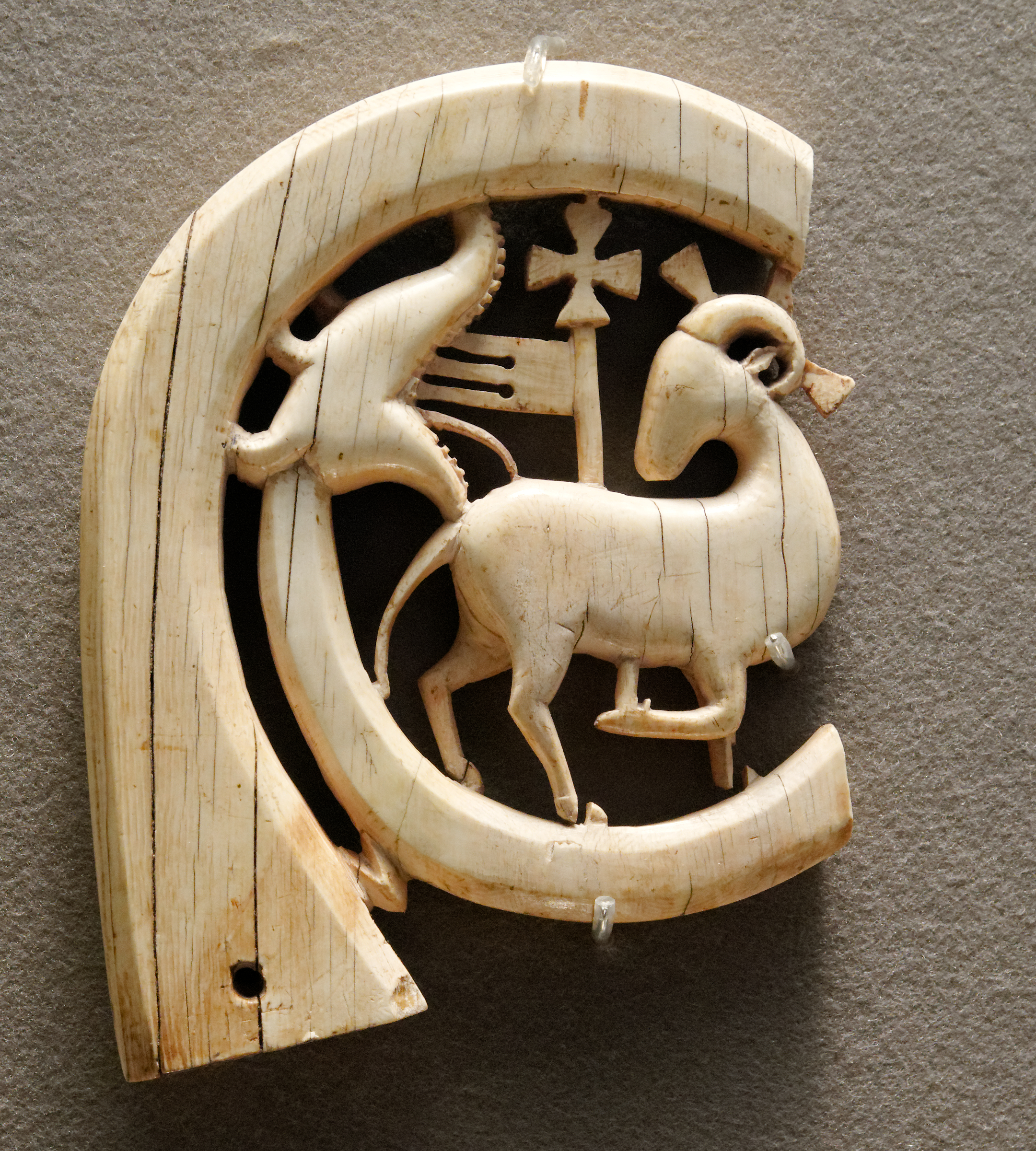